# Tadeusz Kacik
Tadeusz Kacik (ur. 6 października 1946 w Nowym Targu, zm. 17 maja 1988 w Katowicach) – polski hokeista, olimpijczyk.
Zawodnik grający na pozycji lewoskrzydłowego napastnika. Reprezentował barwy: Podhala Nowy Targ i KTH Krynica. Z drużyną Podhala wywalczył sześć tytułów mistrza i dwa wicemistrza Polski. W sezonie 1968/1969 był najlepszym strzelcem drużyny nowotarskiej w lidze zdobywając 27 goli. W 1971 przez redakcję Sportu wybrany został najlepszym hokeistą w kraju zdobywając nagrodę Złoty Kij. W polskiej lidze rozegrał 390 meczów, w których strzelił 209 goli.
W reprezentacji Polski zagrał w latach 1969–1974 118 razy strzelając 38 bramek. Wystąpił w Igrzyskach Olimpijskich w Sapporo w 1972 oraz w 5 turniejach o mistrzostwo świata.
Jego zięć Adam Wronka i wnuk Patryk Wronka także zostali hokeistami.

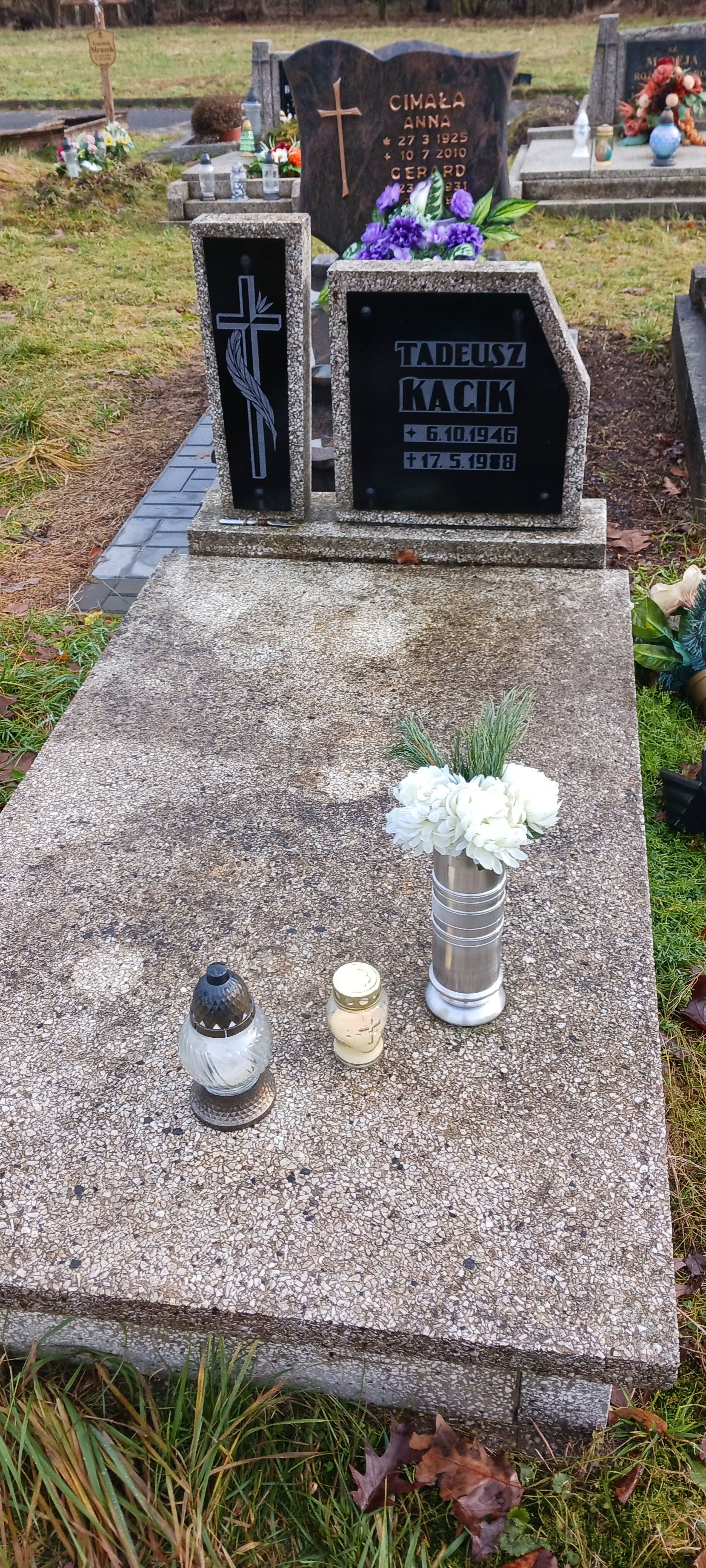
Grób olimpijczyka Tadeusza Kacika na cm. komunalnym w Orzeszu przy ul. Na Górce